# Hunsdieckerových reakce
Hunsdieckerových reakce (někdy také nazývána jako Borodinova reakce nebo Hunsdieckerových–Borodinova reakce) je pojmenování reakce v organické chemii, při které stříbrné soli karboxylových kyselin reagují s halogeny za vzniku organických halogenidů. Je příkladem dekarboxylace a halogenace. O této reakci se poprvé zmiňuje Alexandr Borodin v roce 1861 ve svých poznámkách z přípravy methylbromidu a octanu stříbrného. Reakce je však pojmenována po Cläre Hunsdieckerové a jejím manželovi Heinzi Hunsdieckerovi, jejichž práce ve 30. letech 20. století vedla k určení všeobecné podoby této reakce.